# The Sunday Times (Australien)
The Sunday Times ist eine australische Sonntagszeitung. Die Zeitung hat ihr Einzugsgebiet im gesamten Bundesstaat Western Australia.
Durch Veränderungen in der Aufmachung und den Themen der Zeitung wuchs der Anteil ihrer Leser zuletzt von 340,000 im Jahr 2001 auf über 353,000 im Jahr 2005 (dennoch konnte die Zeitung im neuen Jahrtausend nicht an die Erfolge der 1990er Jahre anknüpfen).
Brett McCarthy übernahm die Position des Chefredakteurs von Brian Crisp 2001 und hatte diesen Posten bis 2007 inne. Seit dem 8. Juni 2007 ist Sam Weir neuer Chefredakteur.

## Geschichte
Frederick Vosper gründete „The Sunday Times“ in den 1890er Jahren. Die Sunday Times war ein Vehikel des Hasses gegen C.Y. O’Connor, der sich gegen den Bau einer Pipeline mitten durch die Natur stellte. In den späten 1890er Jahren bis zum Selbstmord O’Connors 1902 betrieb Vosper eine öffentliche Hasskampagne gegen ihn. Ein Untersuchungsausschuss entschied schließlich, dass diese einzig und allein auf Vermutungen Vospers ruhte.
Im Jahr 1901 übernahmen James MacCallum Smith und Arthur Reid die Zeitung von Vosper.
Von 1912 bis 1935 war McCallum Smith alleiniger Besitzer und Direktor der Sunday Times.
In den 1960er und 1970er Jahren, als zahlreiche weitere Zeitschriften in der Umgebung von Perth über Nachrichten berichteten, wurde die Sunday Times eine Boulevardzeitung im Stile des Comic Relief ohne direkten Bezug auf das wöchentliche Geschehen.
Nachdem mehr und mehr andere Medien – TV und Internet – an Bedeutung gewannen und nach und nach die Abendzeitungen vom Markt verschwanden, musste die Sunday Times ihren Stil und ihre Aufmachung ändern, um die Leser zu behalten. Mehr denn je hat das Blatt eine reißerische Mentalität.
Im Juni 2006 erstellte die Sunday Times den Internet-Service „Perth Now“, der sieben Tage die Woche Lokalnachrichten rund um Perth anbietet.